# 리사 앤
리사 앤(Lisa Ann, 1972년 5월 9일 ~ )은 미국의 포르노 배우, 라디오 방송인이다.